# Another Life (Emphatic)
Another Life è il terzo album in studio del gruppo hard rock statunitense Emphatic.

## Tracce
1. Life After Anger – 3:50
2. Time Is Running Out – 3:41
3. Lights – 4:17
4. Some Things Never Die – 3:41
5. The Choice – 3:36
6. Another Life – 3:36
7. I Don't Need You – 3:07
8. Louder Than Love – 4:28
9. Forbidden You – 3:28
10. Take Your Place – 3:38
11. Remember Me – 3:00

## Formazione
- Toryn Green - voce
- Justin McCain - chitarra solista
- Bill Hudson - chitarra ritmica, tastiere, cori
- Jesse Saint - basso
- Patrick Mussack - batteria